# Rue Leibniz
La rue Leibniz est une voie du 18e arrondissement de Paris, en France.

## Situation et accès
Elle débute au 91, rue du Poteau et se termine au 132, avenue de Saint-Ouen. La rue est connue, tout comme la rue Belliard qui lui fait face, pour être longée de part en part par la voie ferrée de la Petite Ceinture, totalement désaffectée depuis plus de trente ans. Elle surplombe les quais de l'ancienne gare de l'avenue de Saint-Ouen à son extrémité.
Elle est desservie par la ligne 13 à la station Porte de Saint-Ouen.

## Origine du nom

Signature de Leibniz.

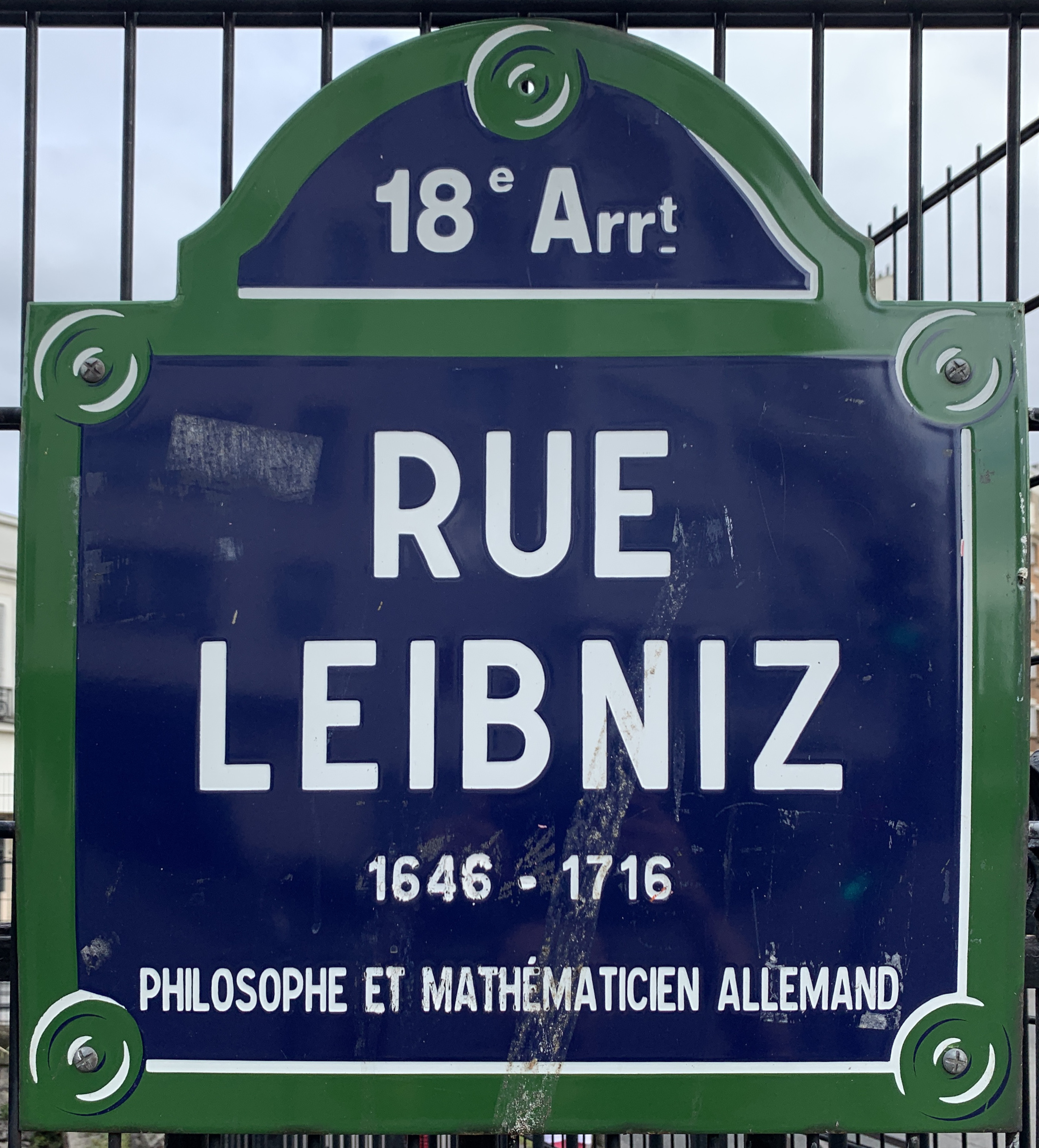
Plaque de la rue.

Elle porte le nom du philosophe et scientifique polymathe allemand Gottfried Wilhelm Leibniz (1646-1716), tout comme le square homonyme tout proche.
Lors de son nommage en 1885, elle portait le nom de « rue Leibnitz » (avec un t), avant d'adopter l'orthographe « rue Leibniz » (sans t) par un arrêté municipal du 16 septembre 1997, forme qui correspond à la façon dont lui-même l'écrivait.

## Historique
Cette voie était vers 1863 une partie du chemin latéral au chemin de fer de Ceinture, qui était situé à cette époque sur le territoire de l'ancienne commune de Montmartre.

## Erreur
En avril 2021, une des plaques de la rue porte la mention « chorégraphe » au lieu de « philosophe ».

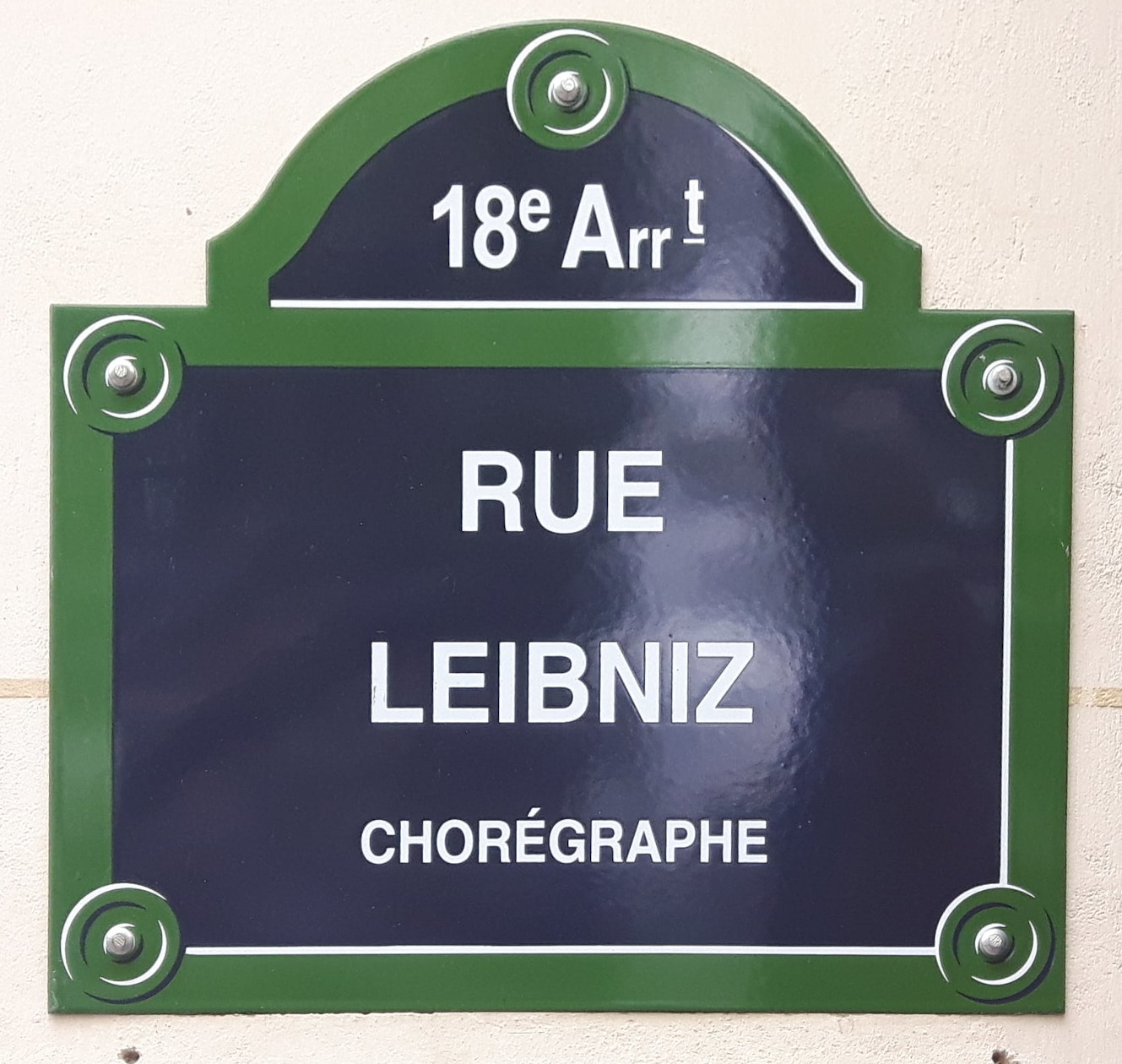
Plaque erronée.